# Ratusz w Sušicy

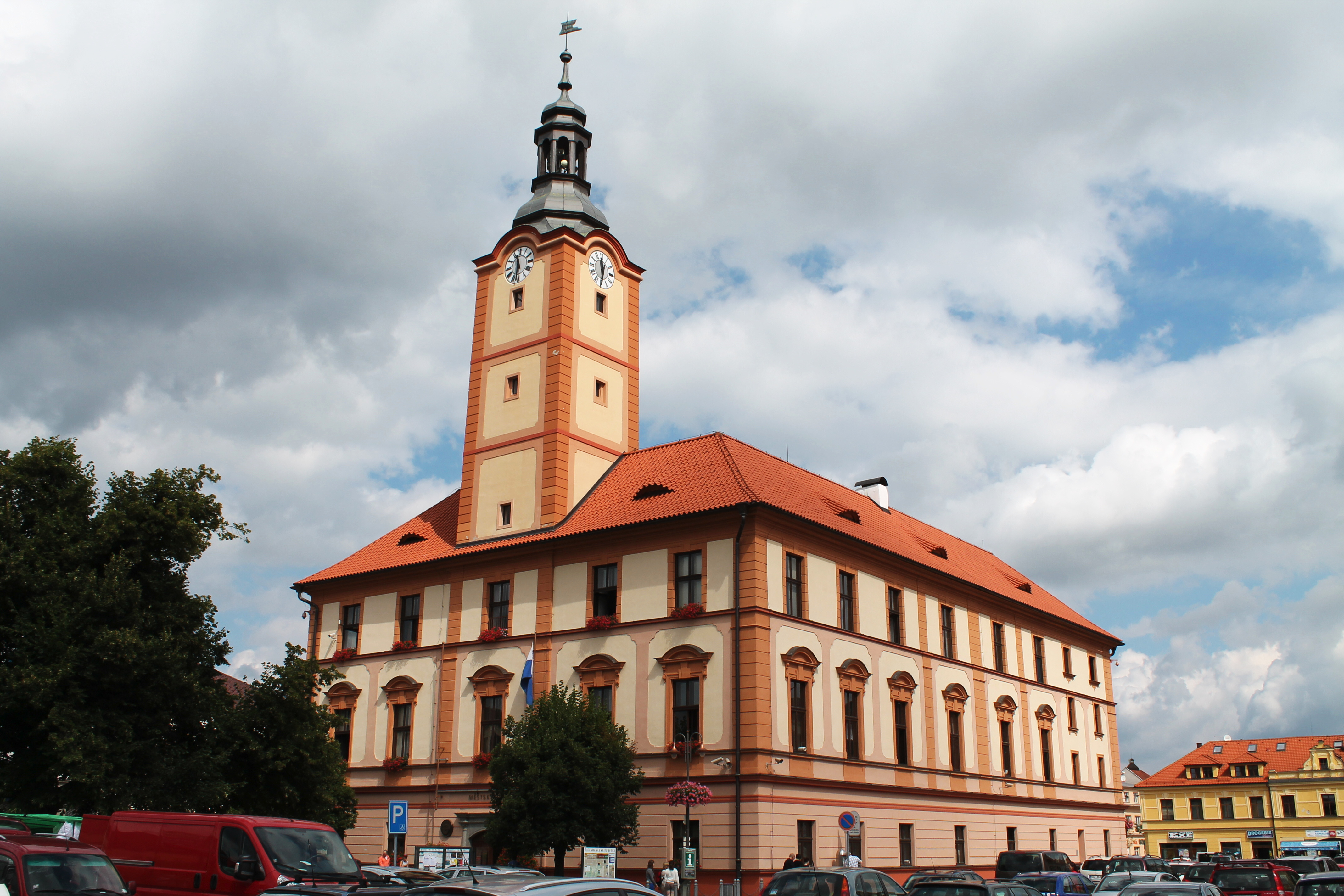
Ratusz w Sušicy

Ratusz w Sušicy (cz. Radnice v Sušici) – ratusz znajdujący się w centralnym punkcie Placu Wolności (Náměstí Svobody) w centrum miasta Sušice, w Czechach. Pierwotnie pochodzi z XVI wieku, ale obecny wygląd uzyskał w połowie XIX wieku. Jego cechą charakterystyczną jest wieża o wysokości 31 m, która jest otwarta dla turystów (możliwość wejścia za pośrednictwem informacji turystycznej). Jest on chroniony jako zabytek kultury Republiki Czeskiej.